# Knut Torell
Knut Emanuel Torell (Norra Sandsjö, Småland, 1 de maig de 1885 – Österhaninge, Haninge, 24 de desembre de 1966) va ser un gimnasta artístic suec que va competir a començaments del segle xx.
El 1912 va prendre part en els Jocs Olímpics d'Estocolm, on va guanyar la medalla d'or en el concurs per equips, sistema suec del programa de gimnàstica.